# Ligne brune du métro de Chicago

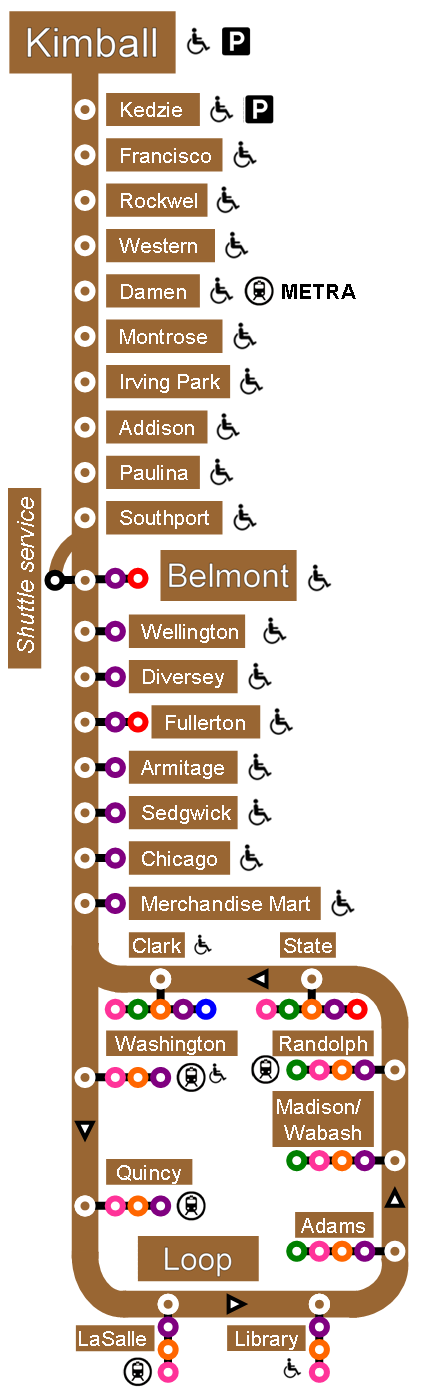
Plan de la ligne brune.

La ligne brune du métro de Chicago (autrefois appelée Ravenswood Line) est la troisième ligne la plus fréquentée du réseau (après les lignes rouge et bleue). Elle s'étend sur 18,3 km, de la station Kimball dans le secteur de Albany Park (dans le nord ouest de la ville) jusqu'au secteur du Loop (dans le centre de Chicago). La ligne brune compte 27 stations (18 hors Loop).
La ligne brune est ouverte de 5h du matin à 0h30 du lundi au samedi et de 6h à minuit le dimanche. Du lundi au samedi de 4h à 5h du matin et de 0h30 à 2h30 du matin ainsi que le dimanche de 6h à 7h du matin et de minuit à 1h du matin, un service de navette est assuré du terminus nord de Kimball jusqu'à la station Belmont ou les passagers peuvent utiliser la ligne rouge dont le service est assuré 24 h/24 et 7 jours/7.
Avant 1993 et la grande réorganisation du réseau ainsi que la différenciation en couleurs des lignes du 'L', la ligne brune était connue sous le nom de Ravenswood Line et la navette entre Kimball et Belmont était surnommée Ravenswood Shuttle. De nombreux usagers se réfèrent toujours à ces surnoms aujourd'hui.

## Historique
La Ravenswood line a été ouverte le 18 mai 1907 par la Northwestern Elevated Railroad Company entre le Loop et le croisement Leland Avenue et Lincoln Square. La ligne fut achevée jusque Kimball le 14 décembre 1907 et depuis la ligne brune reste pratiquement inchangée. Le terminus de Kimball fut reconstruit en même temps que le viaduc sur le bras nord de la rivière Chicago en 1970 tandis que la station Merchandise Mart fut entièrement reconstruite en 1980. 
Le 20 février 2006, la Chicago Transit Authority (CTA) commença les travaux d'augmentation de la capacité des stations de la ligne brune afin d'accueillir des rames de 8 voitures mais aussi de moderniser son infrastructure et de rendre toutes ses stations accessibles aux personnes handicapées.
Avant le projet, certaines stations ne pouvaient accueillir que des rames de six voitures et seules Kimball et Merchandise Mart étaient accessible aux personnes handicapées. D'ailleurs, Merchandise Mart étant la station la plus récente de la ligne, elle ne fut pas concernée par ces travaux vu que le nécessaire avait été fait en 1980.
Le 16 août 2006, la CTA inaugura  officiellement les deux premières nouvelles stations Rockwell et Kedzie. La station Wellington  qui, avant travaux avait une fréquentation de 2 700 passagers par jour, a été rouverte le 30 juillet 2009 après 16 mois de fermeture.
Le projet global de 530 millions de dollars a été achevé le 31 décembre 2009 avec l'achèvement des stations Belmont et Fullerton et de la mise en route de leurs ascenseurs,.

## Son itinéraire
La ligne brune du 'L' roule du nord-ouest de Chicago vers le centre-ville en utilisant la Ravenswood Branch, la North Side Main Line et le loop.

### Ravenswood Branch
Du terminus nord ouest de Kimball, la ligne brune roule vers le sud sur un remblai entre Leland Avenue et à Rockwell Eastwood Avenue, avant de monter sur un viaduc sur le reste de son trajet.
Après la station Damen, la ligne brune tourne au sud en parallèle avec les voies du Metra jusqu'à la station Addison avant de tourner vers à nouveau vers l'est en direction de Sheffield Avenue et de rejoindre la North Side Main Line dans le secteur de Lakeview.

### North Side Main Line
À partir de la station Belmont, La ligne brune roule vers le sud et partage ses voies avec la ligne rouge jusqu'à la station Fullerton. La ligne mauve utilise les mêmes rails que la ligne brune mais uniquement en semaine pendant les heures de pointe. La ligne brune utilise les voies extérieures et s'arrête aux stations Wellington et Diversey tandis que la ligne rouge roule de manière express sur les voies centrales et ne dessert pas ces stations.
Après Fullerton la ligne brune tourne vers l'est emprunte le sinueux viaduc à travers le quartier de Lincoln Park dans le North Side de Chicago afin de rejoindre Franklin où elle dessert les stations très fréquentées de Chicago et surtout de Merchandise Mart avant de rejoindre le Loop.

### LeLoop
La ligne brune entre sur le Loop à Lake Street et y roule sur la voie extérieure en sens inverse aux aiguilles d'une montre en commençant par la station Washington/Wells et en terminant par la station Clark/Lake avant de retourner vers Kimball.

## Rames utilisées
Actuellement, la ligne brune est utilisée avec des rames de type 3200 Morrison-Knudsen livrées entre 1992 et 1994.
Depuis le 30 mars 2008, la CTA profite des travaux d’extension des stations de la ligne brune pour y utiliser des rames couplées par 8 en heure de pointe pour 6 voitures en heure creuse et de 4 voitures le week-end.
En 2010 avec la livraison des rames Bombardier, les rames 3200 seront réaffectées à une autre ligne afin d'utiliser les nouvelles séries 5500 sur la ligne brune.

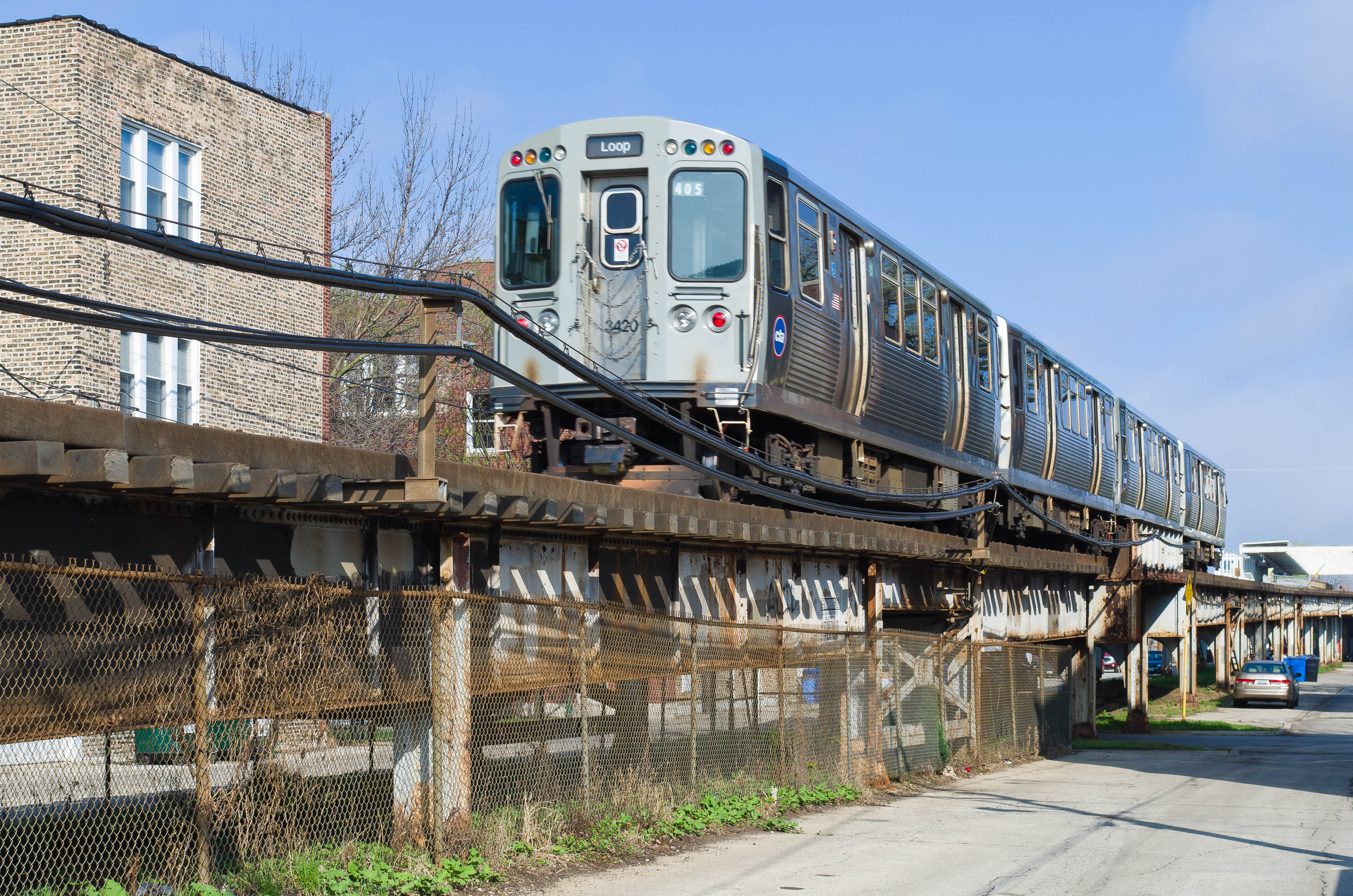
Rame sur la section entre Rockwell et Western
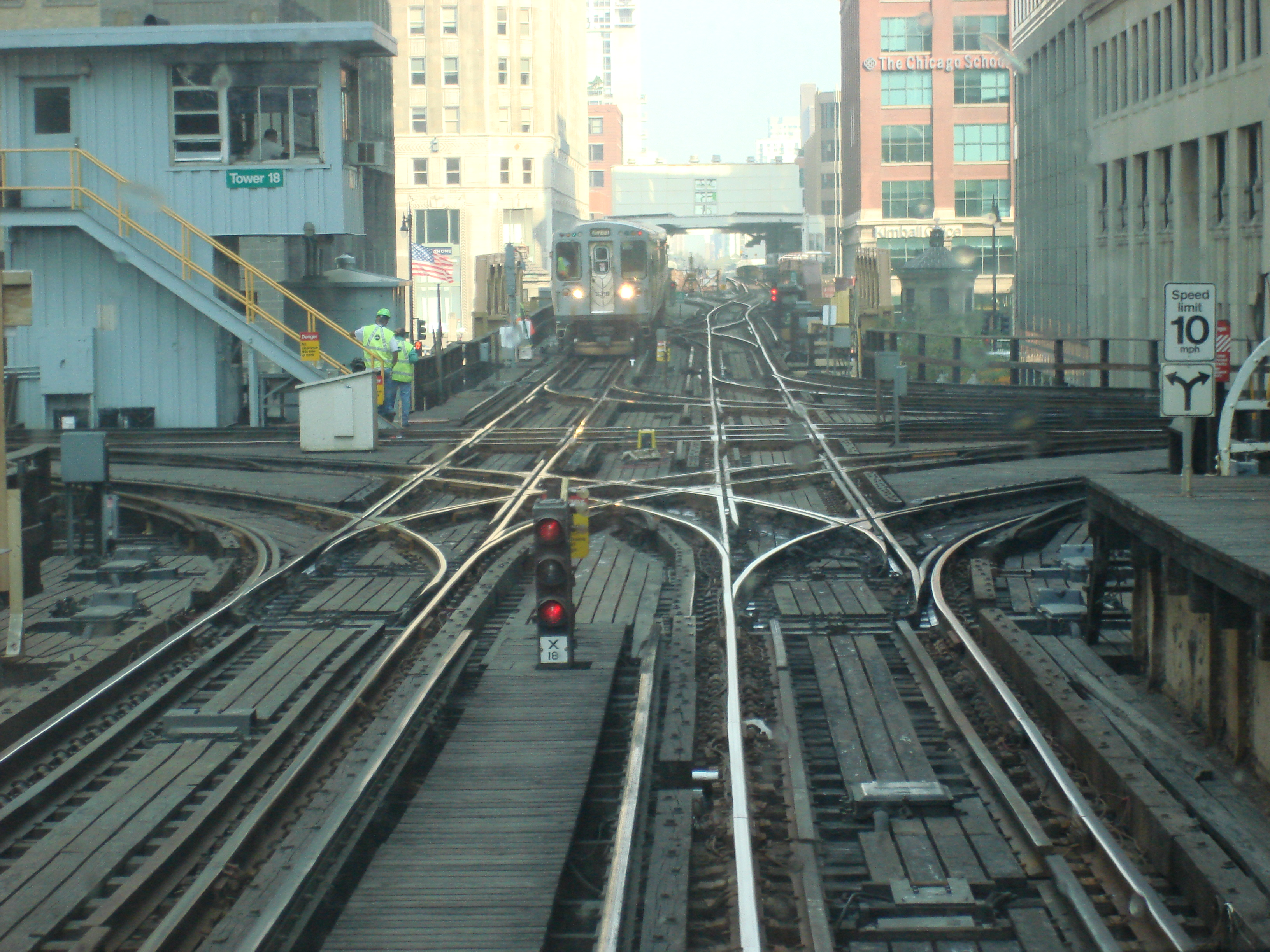
Sortie du Loop vers le nord avec la tour 18 sur la gauche
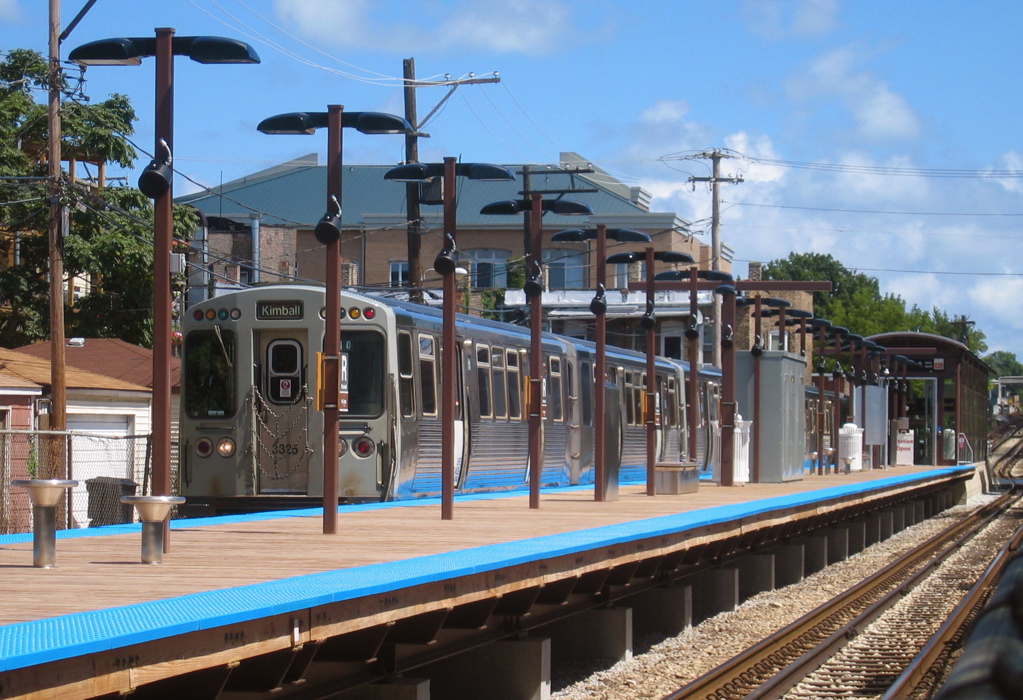
Station Rockwell
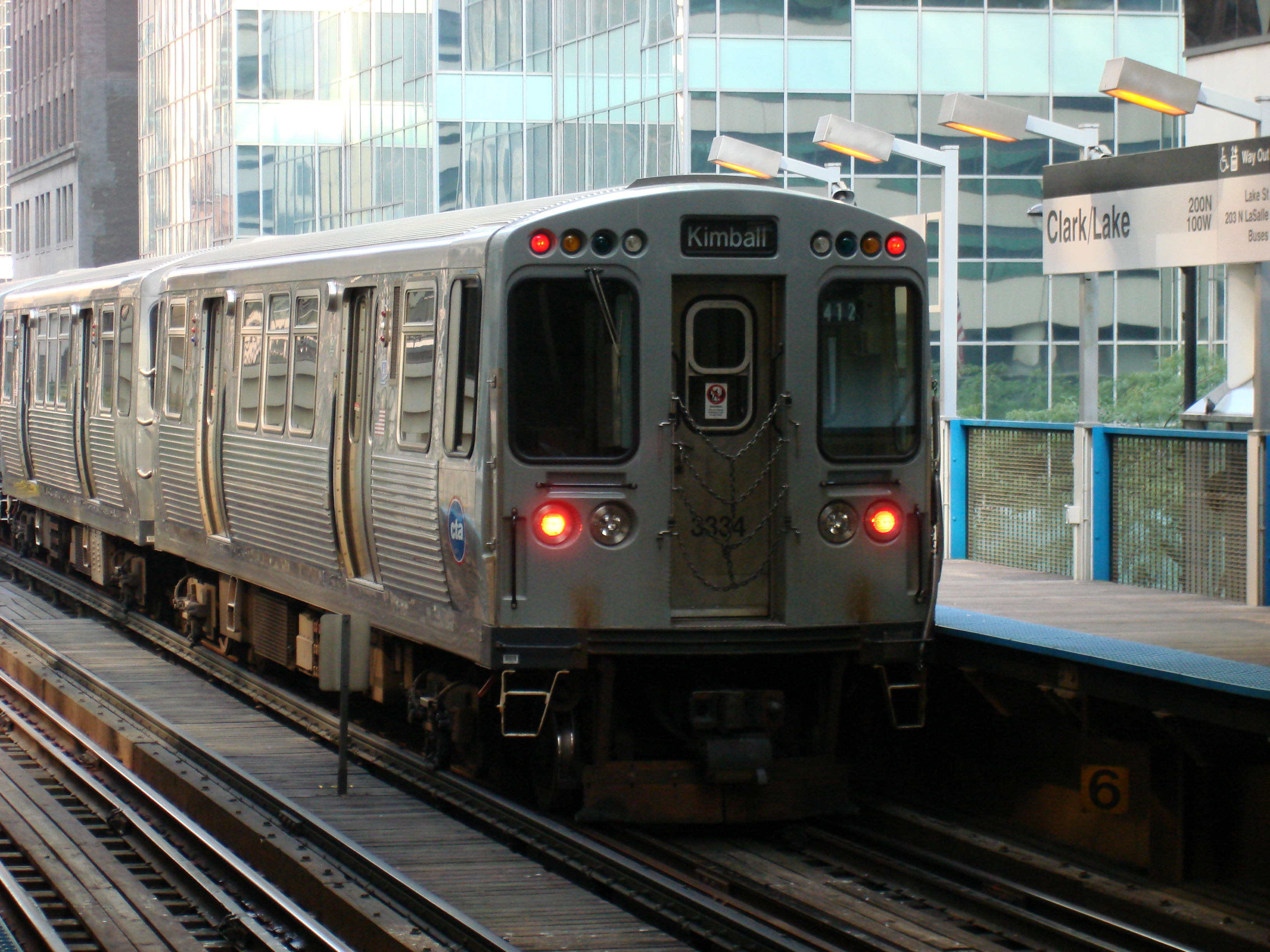
Rame à la station Kimball
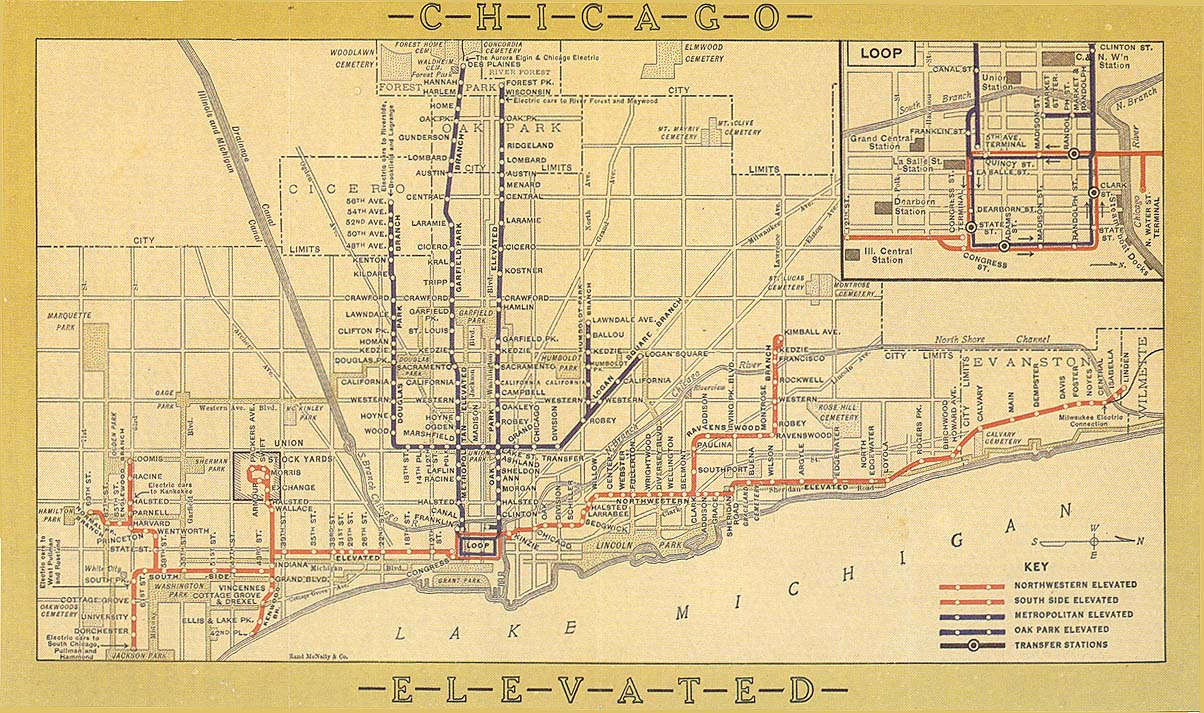
Carte de Northwestern Elevated de 1913 où on peut voir que la ligne brune n'a pas changé depuis.

#### Chicago 'L'
- Chicago Transit Authority
- Union Loop
- Metra

#### Autres
- Métro
- Liste des métros du monde
- Liste des métros d'Amérique